# Commerciante (diritto commerciale)
Il commerciante è chiunque eserciti abitualmente e per professione degli atti di commercio, alla quale il diritto commerciale conferisce uno status particolare.

## Descrizione
Gli atti di commercio, di cui nei codici di commercio, ad imitazione di quello francese, si trovano dettagliati elenchi, sono in generale caratterizzati dalla natura speculativa, ossia dell'essere diretti al conseguimento di un profitto (non sono, quindi, limitati alla sola compravendita di merci, attività del commerciante nell'accezione comune del termine). Tali atti sono disciplinati dal diritto commerciale - che può derogare alla disciplina generale del diritto civile - se compiuti tra commercianti, secondo il modello francese, o anche se una sola delle parti lo è (cosiddetti atti unilateralmente commerciali), secondo il modello tedesco.
Dallo status di commerciante derivano situazioni giuridiche soggettive tanto attive quanto passive, come l'obbligo di tenere le scritture contabili e l'assoggettamento al fallimento e alle altre procedure concorsuali (ma in alcuni ordinamenti, come quello tedesco, sono assoggettati al fallimento anche i non commercianti). 
Il diritto commerciale nasce come diritto della classe dei mercanti (ius mercatorum), individuati negli iscritti nelle relative corporazioni. Questo criterio soggettivo viene, però, abbandonato con l'abolizione delle corporazioni delle arti e mestieri, seguita alla Rivoluzione francese: il Codice di commercio napoleonico del 1807 adotta un criterio oggettivo, riferendo la propria disciplina non più ad una specifica categoria di soggetti ma ad una specifica categoria di atti, gli atti di commercio, e all'art. 1 definisce commercianti coloro che eseguono tali atti per professione abituale ("Sont commerçants ceux qui exercent des actes de commerce et en font leur profession habituelle").
Il Codice di commercio italiano del 1865 recepì la figura e ne diede all'art. 1 una definizione ("Sono commercianti quelli che esercitano atti di commercio e ne fanno la loro professione abituale") che è l'esatta traduzione di quella del Codice di commercio francese. Definizione poi ripresa dall'art 8 del Codice di commercio del 1882 ("Sono commercianti coloro che esercitano atti di commercio per professione abituale, e le società commerciali"). Invece, il Codice civile del 1942, nell'unificare la materia civile e commerciale, ha sostituito alla figura del commerciante quella dell'imprenditore, definito come "chi esercita professionalmente un'attività economica organizzata al fine della produzione o dello scambio di beni o di servizi" (art. 2082), anche se poi riferisce la maggior parte delle norme di diritto commerciale ad una parte soltanto degli imprenditori, gli imprenditori commerciali, definiti nell'art. 2195, categoria che finisce per sovrapporsi a quella dei commercianti.
Anche il nuovo Codice civile brasiliano del 2002 ha adottato il concetto di imprenditore, definendolo, all'articolo 966, negli stessi termini dell'art. 2082 del Codice civile italiano.